# سارا إميلي ميانو
سارا إميلي ميانو (بالإنجليزية: Sarah Emily Miano)‏ (1974)؛ كاتِبة وروائية أمريكية. درست في جامعة إيست أنجليا.